# Kreis (Baden)

Karte des Großherzogtums Baden mit der Verwaltungsgliederung 1890: Landeskommissärbezirke, Kreise und Bezirksämter

Kreis war ein im Großherzogtums Baden, der Republik Baden und dem Bundesland Baden 1809 bis 1952 für diverse räumliche Verwaltungseinheiten mit unterschiedlichen Aufgaben verwendeter Terminus.

## Der Kreis als Mittelinstanz des Großherzogtums Baden
Von 1809 (wirksam ab 1810) bis 1864 war der Kreis im Großherzogtum Baden eine Mittelinstanz der staatlichen Verwaltung ohne Selbstverwaltungsaufgaben.

### Mittelinstanz 1809 bis 1832 (Kreisdirektorien)
Durch das Organisationsrescript vom 26. November 1809 erfolgte die erste erschöpfende Regelung der neueren badischen Verwaltungsorganisation. Auf der mittleren Ebene wurden die bisherigen drei Provinzen aufgehoben und nach französischem Vorbild durch zehn Kreise ersetzt. Die Kreisdirektorien im Großherzogtum Baden führten die Aufsicht über die 66 landesherrlichen und 53 standesherrlichen Bezirksämter. Die Kompetenzen und Organe der Kreise wurden in Beilage D zum Organisationsrescript festgelegt.
Die Leitung eines Kreisdirektoriums lag bei einem Kreisdirektor, dem mindestens zwei Kreisräte zur Seite standen. Hiervon sollten je einer aus dem rechts- und staatspolizeilichen Fach und der andere aus dem staatswirtschaftlichen Fach sein. Die Ernennung erfolgte auf Vorschlag des Innen- bzw. Finanzministers durch die Ministerialkonferenz, dem Kollegialgremium aller Minister. Das Personal der Kreisdirektorien bestand überdies aus Kreissekretären, Registratoren, Revisoren, Kanzlisten oder Skribenten und einem Kanzleidiener.
Von den 1809 beschlossenen und 1810 eingerichteten 10 Kreisen bestanden bei der Reform 1832 nur noch 6 Kreise.
- Seekreis
- Dreisamkreis
- Kinzigkreis
- Murg- und Pfinzkreis
- Neckarkreis
- Main- und Tauberkreis

Der Odenwälderkreis wurde schon 1810 aufgehoben und die Ämter den Nachbarkreisen zugeteilt.
Der Wiesenkreis wurde 1815 aufgelöst und dem Dreisamkreis zugeschlagen.
Der Donaukreis wurde 1819 aufgehoben und die Ämter auf den See- und den Kinzigkreis verteilt. Der Murgkreis wurde ebenfalls 1819 aufgehoben und die Ämter auf den  Kinzigkreis und den Pfinz- und Enzkreis (ab 1819 Murg- und Pfinzkreis) verteilt.

### Mittelinstanz 1832 bis 1864 (Kreisregierungen)

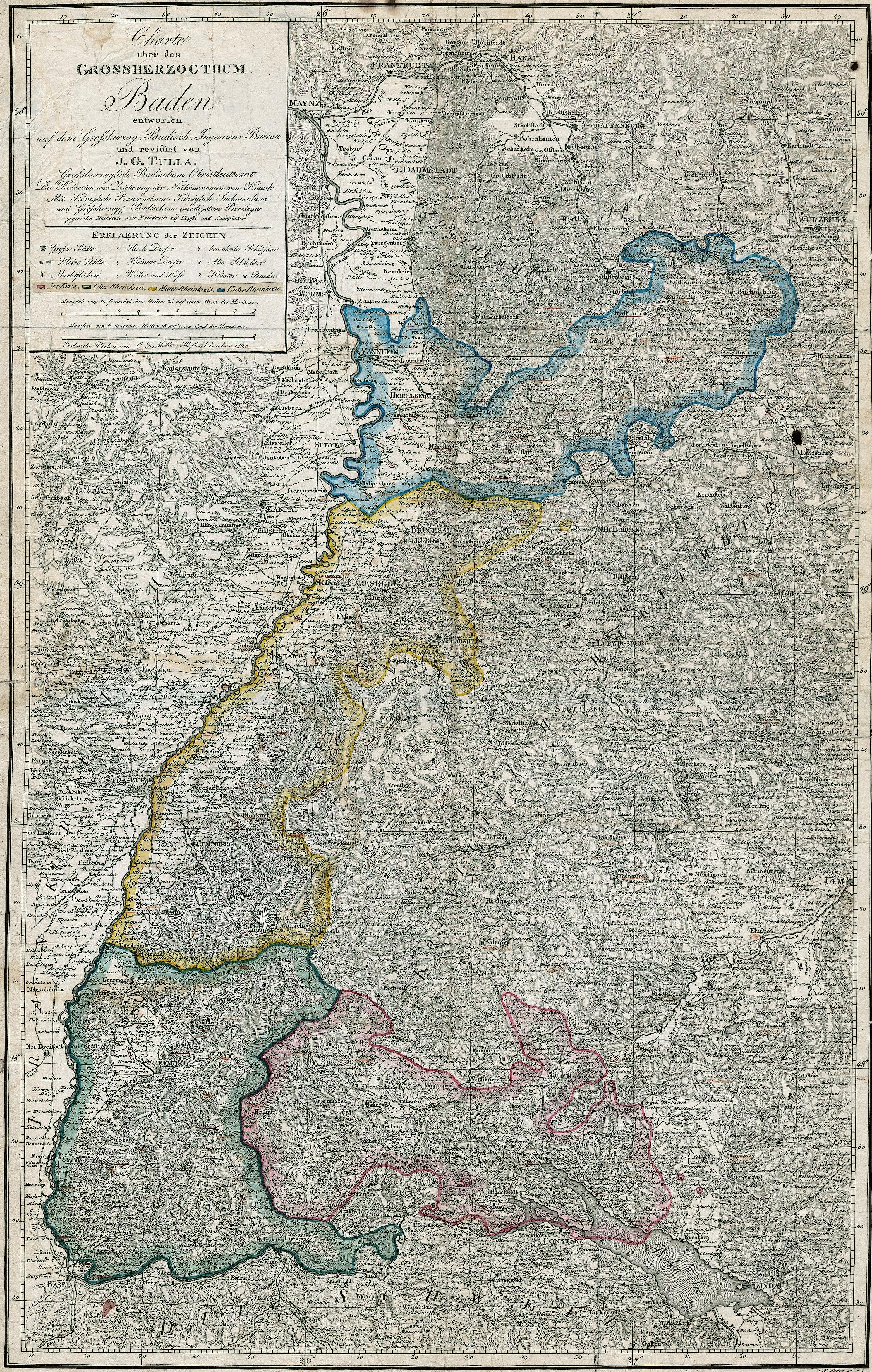
Karte mit den Grenzen der badischen Kreise 1832–1864

Zum 1. Mai 1832 wurden die verbliebenen sechs Kreise aufgelöst und zur Kosteneinsparung durch vier neugegründete Kreise ersetzt. Die Behörde hieß zudem nun nicht mehr Kreisdirektion, sondern Kreisregierung. Der alte Seekreis (Sitz: Konstanz) blieb dabei unverändert. Aus dem Dreisamkreis und Teilen des bisherigen Kinzigkreises wurde der neue Ober-Rheinkreis (Sitz: Freiburg) gebildet. Der größere Teil des Kinzigkreises wurde mit dem Murg- und Pfinzkreis, sowie dem Stadtkreis Karlsruhe zusammengelegt und daraus der Mittel-Rheinkreis (Sitz: Rastatt) gebildet. Der Neckarkreis und der Main- und Tauberkreis bildeten den neuen Unter-Rheinkreis (Sitz: Mannheim). Jeder der Kreise erhielt eine Kreisregierung, der ein Regierungs-Direktor vorstand. Zur Kreisregierung gehörten ferner Regierungs-Räte und Regierungs-Assessoren. Die Kreisregierung des Oberrheinkreises war 1834 z. B. mit insgesamt 37 Stellen ausgestattet.
Die Kreisregierungen waren für alle zur Staatsverwaltung gehörigen Sachgebiete verantwortlich: Aufsicht über die Ämter (Bezirksämter), Aufsicht über den größten Teil der Lokal- und Bezirksstiftungen, Indigenatserteilung (Heimatrecht), Gewerbekonzessionen, Dienst- und Strafpolizei und andere.
Mit dem Gesetz, die Organisation der innern Verwaltung betreffend vom 5. Oktober 1863, wirksam zum 1. Oktober 1864, wurden die vier alten Kreise aufgelöst und damit die mittlere Verwaltungsebene abgeschafft.
Beim Innenministerium wurden Stellen für vier Ministerialbevollmächtigte, Landeskommissäre genannt, eingerichtet, die als Ersatz für die wegfallenden Mittelbehörden dienen sollten. Diesen „reisenden Aufsichtsorganen“ wurde je ein Landeskommissärbezirk zugeteilt, und sie hatten ihren Sitz in ihrem Bezirkshauptort zu nehmen.
Die Aufgaben der Landeskommissäre wurden in der Vollzugsverordnung zum Gesetze über die Organisation der Inneren Verwaltung; insbesondere die Einrichtung und Zuständigkeit der Behörden und das Verfahren betreffend vom 12. Juli 1864 festgelegt.

## Der Kreis als kommunale Selbstverwaltungskörperschaft 1864 bis 1939
Das Gesetz, die Organisation der inneren Verwaltung betreffend vom 5. Oktober 1863 schuf Kreisverbände als Zusammenschluss von Gemeinden für Selbstverwaltungsaufgaben. Diese Kreisverbände umfassten jeweils die Gemeinden im Gebiet mehrerer Amtsbezirke und schufen parallel zu den unteren staatlichen Verwaltungsbehörden (Bezirksämter) neue Selbstverwaltungskörperschaften. Als Aufsichtsbehörde wurden den staatlichen Bezirksämtern und den neuen als Selbstverwaltungsorganisationen ausgebildeten Kreisen vier Landeskommissäre im Rang von Ministerialräten als Aufsichtsorgane vorgesetzt.
Der Bezirksamtmann des Amtsbezirks in dessen Gebiet sich der Sitz des Kreises befand, war gleichzeitig Kreishauptmann. Mit der Kreisversammlung gab es bereits ein Gremium mit weitgehend indirekt gewählten Vertretern der Kreisangehörigen, das diesen eine gewisse Mitwirkung bei den Kreisangelegenheiten ermöglichte. Der Vollzug der Beschlüsse sowie die Verwaltung von Kreisvermögen und Kreisanstalten übertrug die Kreisversammlung einem von ihr gewählten Kreisausschuß mit fünf Mitgliedern, der wiederum aus seiner Mitte eine Person als Vorstand wählte.
Die Badische Kreisordnung der Republik Baden vom 19. Juni 1923 bestätigte die im Großherzogtum vorgenommene Kreiseinteilung (11 Kreise) und definierte die Kreise wiederum als Selbstverwaltungskörperschaften die weiterhin der Staatsaufsicht durch die Landeskommissäre unterstanden. Es gab weiterhin eine Kreisversammlung, deren Mitglieder (Kreisabgeordnete) nun direkt gewählt wurden. Die Kreisversammlung wählte zudem einen Kreisrat, der als engeres Gremium über die Geschäfte des Kreises zu entscheiden hatte, wenn die Kreisversammlung nicht tagte. Die Leitung des Kreises lag bei einem Kreisvorsitzenden, der durch die Kreisversammlung gewählt wurde.
Im Zuge der nationalsozialistischen Gleichschaltung wurden die Kreisversammlungen 1935 abgeschafft und die Kreisräte verloren 1936 das Recht Beschlüsse zu fassen und wurden Beratungsorgane.
Die zwischen 1863 und 1939 in Baden bestehenden Kreise waren nur Selbstverwaltungskörperschaften ohne staatliche Verwaltungsaufgaben und entsprachen daher nicht den heutigen Landkreisen. Die bis 1939 in Baden bestehenden Bezirksämter hatten keine Selbstverwaltungsaufgaben, sondern nur staatliche Verwaltungsaufgaben und entsprachen daher auch nicht den heutigen Landkreisen.

### Kreisverbände
Das Großherzogtum wurde 1863 in 11 Kreisverbände eingeteilt, denen jeweils die Gemeinden mehrerer der 59 Amtsbezirke zugeordnet wurden. Die Amtsbezirke (Bezirksämter) selbst waren nicht Teil der Kreise, da sie nicht Aufgaben der kommunalen Selbstverwaltung, sondern der Staatsverwaltung wahrnahmen – sie dienen hier nur der räumlichen Definition der Kreisverbände.
- Kreis Konstanz mit den Gemeinden der Amtsbezirke
  - Konstanz
  - Engen
  - Meßkirch
  - Pfullendorf
  - Radolfzell
  - Stockach
  - Überlingen

- Kreis Villingen mit den Gemeinden der Amtsbezirke
  - Donaueschingen
  - Triberg
  - Villingen

- Kreis Waldshut mit den Gemeinden der Amtsbezirke
  - Bonndorf
  - Jestetten
  - Säckingen
  - St. Blasien
  - Waldshut

- Kreis Freiburg mit den Gemeinden der Amtsbezirke
  - Breisach
  - Emmendingen
  - Ettenheim
  - Freiburg
  - Kenzingen
  - Neustadt
  - Staufen
  - Waldkirch

- Kreis Lörrach mit den Gemeinden der Amtsbezirke
  - Lörrach
  - Müllheim
  - Schönau
  - Schopfheim

- Kreis Offenburg mit den Gemeinden der Amtsbezirke
  - Gengenbach
  - Kork
  - Lahr
  - Oberkirch
  - Offenburg
  - Wolfach

- Kreis Baden (Baden-Baden) mit den Gemeinden der Amtsbezirke
  - Achern
  - Baden
  - Bühl
  - Gernsbach
  - Rastatt

- Kreis Karlsruhe mit den Gemeinden der Amtsbezirke
  - Bretten
  - Bruchsal
  - Durlach
  - Ettlingen
  - Karlsruhe
  - Pforzheim

- Kreis Mannheim mit den Gemeinden der Amtsbezirke
  - Mannheim
  - Schwetzingen
  - Weinheim

- Kreis Heidelberg mit den Gemeinden der Amtsbezirke
  - Eppingen
  - Heidelberg
  - Sinsheim
  - Wiesloch

- Kreis Mosbach mit den Gemeinden der Amtsbezirke
  - Adelsheim
  - Boxberg
  - Buchen
  - Eberbach
  - Mosbach
  - Tauberbischofsheim
  - Walldürn
  - Wertheim

### Bezirksverbände
Während die Kreisverbände vom Staat verbindlich eingeführt wurden, war die zusätzliche Bildung von Bezirksverbänden optional. Städte und Gemeinden eines Kreisverbandes konnten sich ohne Rücksicht auf die Grenzen von Amtsbezirken zusätzlich zu Zweckverbänden für kommunale Selbstverwaltungsaufgaben zusammenschließen, die die Bezeichnung Bezirksverbände führten und mit der Bezirksversammlung ein Entscheidungsgremium analog zur Kreisversammlung hatten. Die Bezirksversammlung darf nicht mit dem Bezirksrat verwechselt werden, der auf der Ebene der staatlichen Amtsbezirke wirkte.

## Der Landkreis als untere Staatsbehörde und Selbstverwaltungskörperschaft ab 1939
Durch das Gesetz über die Landkreisselbstverwaltung in Baden (Landkreisordnung) vom 24. Juni 1939 wurden die bisherigen Kreise per 15. Juni 1939 aufgelöst und die neuen Landkreise traten an deren Stelle. Die Abwicklung der Geschäfte der bisherigen Kreise oblag den Landkreisen am Sitz der bisherigen Kreise. Die bisherigen Kreise als Verband der kommunalen Selbstverwaltung und die staatlichen Bezirksämter wurden also durch die neuen Landkreise als untere staatlicher Verwaltungsbezirke (Organleihe) und gleichzeitig Selbstverwaltungskörperschaft ersetzt. Insgesamt wurden 1939 in Baden 27 Landkreise geschaffen. Damit wurde die badische Sonderlösung mit parallel bestehenden Verwaltungsbehörden und Selbstverwaltungskörperschaften abgeschafft und die Organisation dem preußischen Muster angepasst. Zugleich hatte das nationalsozialistische Regime eine einheitliche Verwaltungsstruktur geschaffen, die aufgrund der abgeschafften gewählten Vertretungskörperschaften auch dem Führerprinzip entsprach. Leiter eines Landkreises war der Landrat. Diese Bezeichnung wurde in Baden seit 1924 bereits für die Leiter der Bezirksämter (bisher Oberamtmann) verwendet.
Die Landkreise existierten nach dem Zweiten Weltkrieg auch in der Französischen Besatzungszone als deutsche Behörden weiter, die die Vorgaben der Besatzungsmacht zu erfüllen hatten. Mit der Verordnung Nr. 60 über die Wahlen zu den Kreisversammlungen in Baden vom 2. September 1946 regelte die französische Besatzungsmacht im Land Baden für die 18 (süd-)badischen Landkreise das Wahlverfahren und die Kompetenzen der Kreisversammlungen.
Nach der Bildung des Landes Baden-Württemberg 1952 wurden die Landkreise einer neuen Mittelinstanz (Regierungsbezirken)  zugeordnet.
Zu Beginn der Diskussion über eine Kreisreform gab es 1969 neben den 9 Stadtkreisen noch 63 Landkreise. Durch die Kreisreform wurde in Baden-Württemberg per 1. Januar 1973 die Anzahl der Kreise auf 9 Stadtkreise und 35 Landkreise festgelegt, womit die Anzahl Landkreise nahezu auf die Hälfte reduziert wurde.

## Rechtsgrundlagen
1809/10
- Organisationsrescript vom 26. November 1809. Großherzoglich Badisches Regierungsblatt Nr. XXXXIX. vom 2. Dezember 1809, S. 395–398
  - Beilage A: Einteilung in Kreise und Amtsbezirke Großherzoglich Badisches Regierungsblatt Nr. L. vom 9. Dezember 1809, S. 403–414
  - Beilage D: Zusammensetzung und Bevollmächtigung der Kreisobrigkeiten Großherzoglich Badisches Regierungsblatt Nr. LII. vom 23. Dezember 1809, S. 447–463

1832
- Eintheilung des Großherzogthums in vier Kreise und Aufstellung von Regierungen betreffend. In: Großherzoglich Badisches Staats- und Regierungs-Blatt Nr. IX. vom 18. Februar 1832, S. 133

1863/64
- Gesetz, die Organisation der inneren Verwaltung betreffend. V. Von den Kreisverbänden und den Bezirksverbänden. In: Großherzoglich Badisches Regierungs-Blatt. Nr. XLIV. vom 24. Oktober 1863
  - Vollzugsordnung zum Gesetze über die Organisation der inneren Verwaltung ... vom 12. Juli 1864. In: Badisches Gesetz- und Verordnungs-Blatt Nr. XXXI. vom 30. Juli 1864

1923
- Badische Kreisordnung vom 19. Juni 1923. In: Badisches Gesetz- und Verordnungs-Blatt Nr. 50 vom 23. August 1923

1926
- Verordnung über die Kreiswahlen vom 17. September 1926. In: Badisches Gesetz- und Verordnungs-Blatt Nr. 31 vom 24. September 1926

1936
- Gesetz über die Neueinteilung der inneren Verwaltung vom 30. Juni 1936. In: Badisches Gesetz- und Verordnungs-Blatt Nr. 20 vom 1. Juli 1936, S. 80–82

1939
- Gesetz über die Landkreisselbstverwaltung in Baden (Landkreisordnung) vom 24. Juni 1939. In: Badisches Gesetz- und Verordnungs-Blatt Nr. 11 vom 28. Juni 1939
  - Verordnung zur Durchführung der Landkreisordnung vom 24. Juni 1939. In: Badisches Gesetz- und Verordnungs-Blatt Nr. 11 vom 28. Juni 1939, S. 106–108
  - Durchführung der Landkreisordnung. Runderlass vom 20. Juli 1939. In: Ministerial-Blatt für die badische innere Verwaltung, Ausgabe A, Nr. 31 vom 28. Juli 1939, Spalte 823–827
  - Begründung zu dem Gesetz über die Landkreisselbstverwaltung (Landkreisordnung) vom 24. Juni 1939. In: Ministerial-Blatt für die badische innere Verwaltung, Ausgabe A, Nr. 31 vom 28. Juli 1939, Spalte 827–842

1946
- Verordnung Nr. 60 über die Wahlen zu den Kreisversammlungen in Baden vom 2. September 1946. In: Amtsblatt der Landesverwaltung Baden. Französisches Besatzungsgebiet. Nr. 15 vom 20. September 1946

1955
- Landkreisordnung für Baden-Württemberg vom 10. Oktober 1955

1971
- Erstes Gesetz zur Verwaltungsreform (Kreisreformgesetz Baden-Württemberg) vom 26. Juli 1971

1987
- Landkreisordnung für Baden-Württemberg (Landkreisordnung - LKrO) in der Fassung vom 19. Juni 1987